# Partigängare (väpnade styrkor)
Partigängare (av italienska: partigiano, 'anhängare'; tyska: Parteigänger) är ett militärt specialförband och dess medlemmar bestående av reguljära trupper eller frikårer, som med framför allt spaning och sabotage som uppgift uppträder oberoende av de stora trupprörelserna, ofta i gerillakrigföring. Ordet används ofta synonymt med partisan, med samma ordursprung. Giuseppe Garibaldi var en partigängare i denna betydelsen i Italien under 1800-talet.
I Finland beskriver partigängare specialutbildad personal/beväringar i reguljära finska förband. Speciellt använt för finska högkvarterets fjärrpatruller - vilka ofta verkade bakom sovjetiska linjer i Karelen, Aunusslätten mot Svir, mellan Onega och Vita havet och i Lappland. Det fanns fyra avdelningar med partigängare; avdelning Vehniäinen, Kuismanen, Marttina och Paasalo.